# 272 (số)
272 (hai trăm bảy mươi hai) là một số tự nhiên ngay sau 271 và ngay trước 273.